# Philocheras gorei
Philocheras gorei is een garnalensoort uit de familie van de Crangonidae. De wetenschappelijke naam van de soort is voor het eerst geldig gepubliceerd in 1980 door Dardeau.